# Groschmedaljen

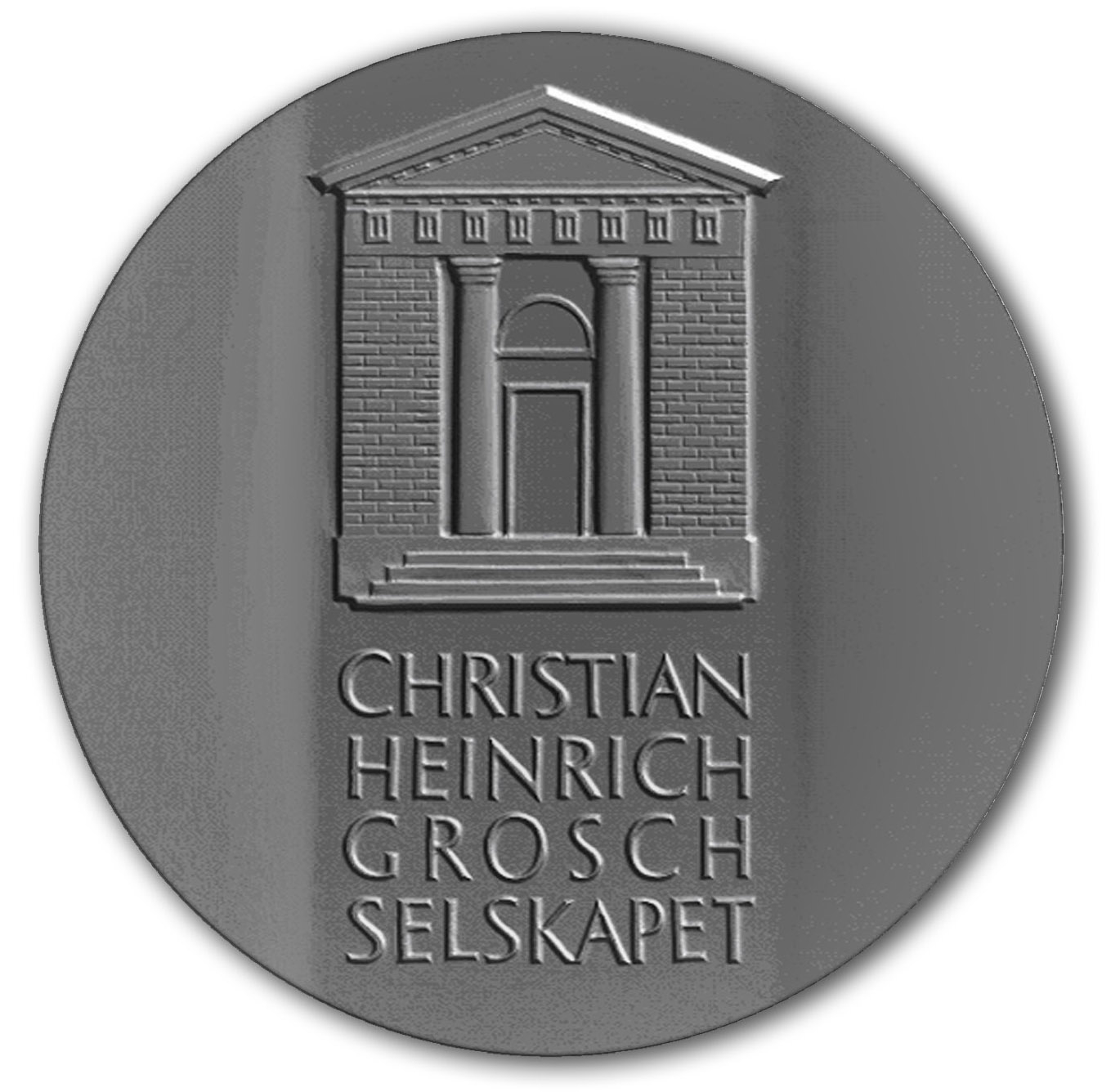
Framsidan av medaljen

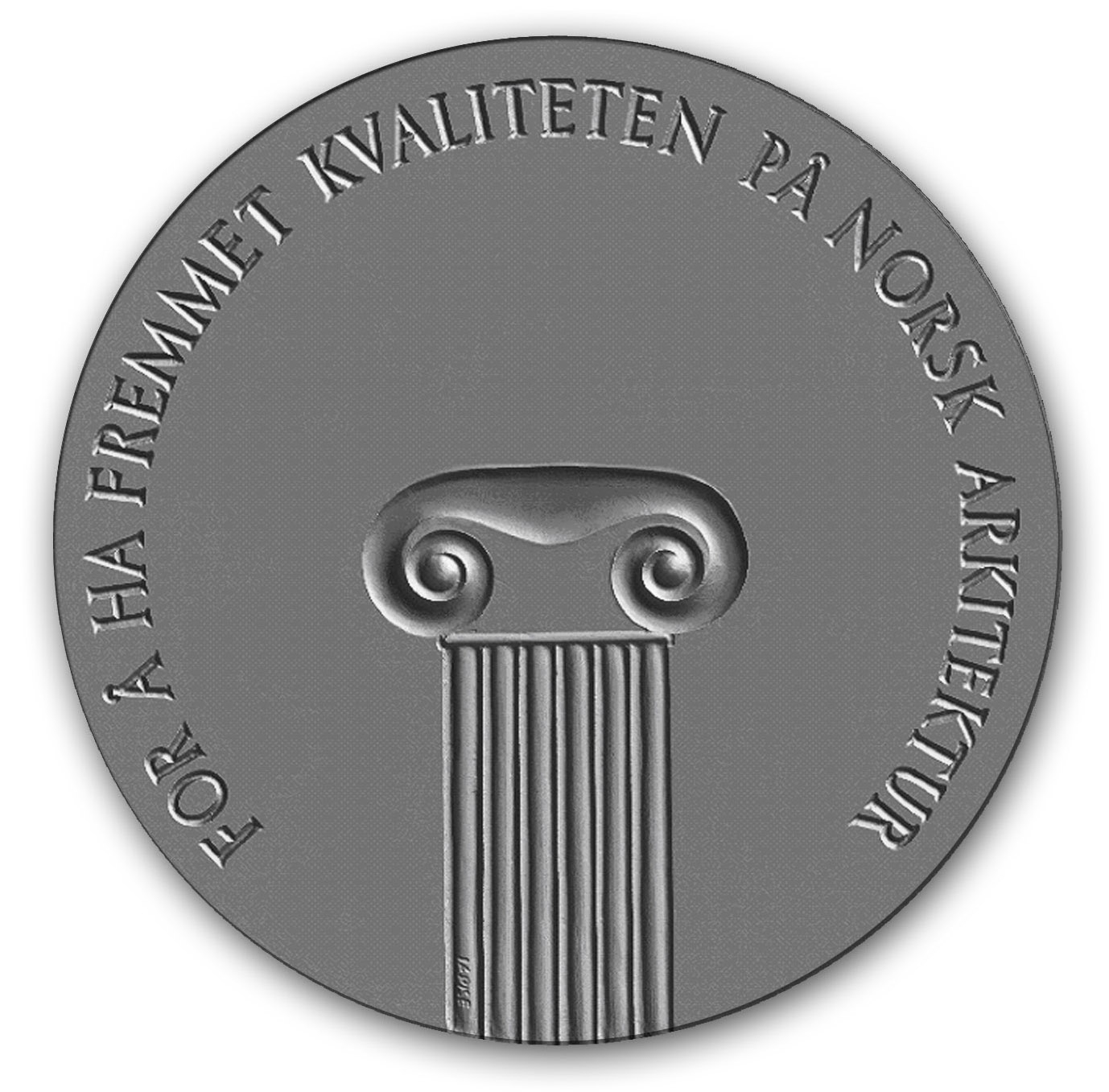
Baksidan av medaljen

Grosch-medaljen är ett norskt arkitekturpris, vilket delas ut vartannat år.
Priset instiftades 2001 på 200-årsdagen av Christian Heinrich Groschs födelse. Det delas ut av Groschselskapet. Medaljen är utformad av Ingrid Austlid Rise.

## Prismottagare
- 2001 – Sverre Fehn
- 2003 – Jan Olav Jensen och Børre Skodvin, Jensen & Skodvin Arkitektkontor
- 2005 – Kjell Lund och Håkon Christie
- 2008 – Helge Hjertholm
- 2009 – Carl-Viggo Hølmebakk
- 2012 – Craig Dykers och Kjetil Trædal Thorsen, Snøhetta
- 2014 – Arne Henriksen
- 2018 – Einar Jarmund, Alessandra Kosberg och Håkon Vigsnæs